# Novi Zdenkovac
Novi Zdenkovac je naselje u Republici Hrvatskoj u Požeško-slavonskoj županiji, u sastavu općine Čaglin.

## Zemljopis
Novi Zdenkovac je smješten na obroncima Krndije,  oko 13 km istočno od Čaglina, susjedna sela su Stari Zdenkovac na jugu i Mokreš na sjeveru.

## Stanovništvo
Prema popisu stanovništva iz 2001. godine Novi Zdenkovac je imao 9 stanovnika, dok je prema popis stanovništva iz 1991. godine imao 19 stanovnika od kojih je su svi bili Hrvati.
| broj stanovnika |       |       |       |       |       |       |       |       | 149   | 108   | 84    | 41    | 23    | 19    | 9     | 10    | 10    |
|                 | 1857. | 1869. | 1880. | 1890. | 1900. | 1910. | 1921. | 1931. | 1948. | 1953. | 1961. | 1971. | 1981. | 1991. | 2001. | 2011. | 2021. |